# Capnobotes occidentalis
Capnobotes occidentalis är en insektsart som först beskrevs av Thomas, C. 1872.  Capnobotes occidentalis ingår i släktet Capnobotes och familjen vårtbitare. Inga underarter finns listade i Catalogue of Life.